# 1984 (Van Halen)
| Recensione              | Giudizio |
| ----------------------- | -------- |
| AllMusic                |          |
| Rolling Stone           |          |
| Dizionario del pop-rock |          |

1984 (scritto sulla copertina con la numerazione romana MCMLXXXIV) è il sesto album in studio del gruppo musicale statunitense Van Halen, pubblicato il 9 gennaio 1984 dalla Warner Bros. Records.
Insieme al debutto del 1978, si tratta del disco di maggior successo commerciale del gruppo, con oltre dieci milioni di copie vendute negli Stati Uniti. L'album si posizionò al secondo posto della Billboard 200, rimanendovi per cinque settimane consecutive dietro soltanto a Thriller di Michael Jackson.
Il successo dell'album fu trainato da singoli di successo come Jump, che arrivò fino al primo posto della Billboard Hot 100, Panama e Hot for Teacher, il cui video diventò popolarissimo su MTV. È stato per anni l'ultimo disco registrato dal gruppo con il carismatico frontman David Lee Roth, fino all'uscita di A Different Kind of Truth nel 2012.

## Antefatti
Nel 1983, i Van Halen entrarono nel Guinness dei primati per l'apparizione più pagata nella storia della musica, in occasione del loro concerto di 90 minuti allo US Festival. Inoltre, in quel periodo il chitarrista Eddie van Halen registrò l'assolo di chitarra di Beat It, il singolo di Michael Jackson che scalò le classifiche di vendita nel 1983. I Van Halen entrarono quindi in studio per registrare il loro sesto album con la certezza di essere in quel momento la rock band statunitense più famosa di tutte; il loro successivo lavoro doveva essere quello della definitiva consacrazione a livello internazionale.
Poco prima dell'inizio delle registrazioni, allo scopo di avere maggiore libertà nelle scelte creative, Eddie van Halen diede vita ai 5150 Studios, che sarebbero diventati gli studi personali del gruppo.

## Descrizione
Rispetto ai precedenti lavori della band, l'album presenta alcune novità sonore che si avvicinano sempre di più al pop metal: il gruppo introdusse ad esempio un maggior apporto delle tastiere, soprattutto nei brani Jump (divenuto il singolo di maggiore successo nella storia della band), I'll Wait e la title track, brano strumentale d'apertura
La maggiore orecchiabilità e varietà sonora dell'album, aiutate anche dalla neonata MTV che trasmetterà a ruota i video dei vari singoli estratti, consacreranno definitivamente il successo dei Van Halen. Tuttavia, durante il tour promozionale successivo, nascerà un malcontento all'interno del gruppo, conclusosi con l'inevitabile separazione tra il cantante David Lee Roth e il resto della band.
1984 viene considerata da molti la migliore prova in studio dei Van Halen. Per contro, i fans della prima ora contestarono la scelta di aver fatto troppo affidamento sui sintetizzatori e di dedicarsi meno alle chitarre.

## Tracce
Testi e musiche di Edward van Halen, Alex van Halen, Michael Anthony e David Lee Roth, eccetto dove indicato.
1. 1984 – 1:09
2. Jump – 4:04
3. Panama – 3:32
4. Top Jimmy – 3:01
5. Drop Dead Legs – 4:15
6. Hot for Teacher – 4:44
7. I'll Wait – 4:45 (Edward van Halen, Alex van Halen, Michael Anthony, David Lee Roth, Michael McDonald)
8. Girl Gone Bad – 4:36
9. House of Pain – 3:20

## Formazione
Gruppo
- David Lee Roth – voce
- Edward van Halen – chitarra, tastiere, cori
- Michael Anthony – basso, cori
- Alex van Halen – batteria, percussioni

Produzione
- Ted Templeman – produzione
- Donn Landee – ingegneria del suono
- Ken Deane – ingegneria del suono
- Joan Parker – coordinatore di produzione
- Pete Angelus – direzione artistica
- Richard Seireeni – direzione artistica
- David Jellison – direzione artistica
- Margo Zafer Nahas – illustrazione
- Raul Vega – fotografia

## Classifiche
| Classifica (1984-2021) | Posizione massima |
| ---------------------- | ----------------- |
| Australia              | 11                |
| Austria                | 12                |
| Canada                 | 1                 |
| Finlandia              | 3                 |
| Francia                | 5                 |
| Germania               | 11                |
| Giappone               | 4                 |
| Grecia                 | 39                |
| Italia                 | 15                |
| Norvegia               | 12                |
| Nuova Zelanda          | 15                |
| Paesi Bassi            | 8                 |
| Regno Unito            | 15                |
| Stati Uniti            | 2                 |
| Svezia                 | 4                 |
| Svizzera               | 7                 |